# KPU-STC
KPU-STC는 한국의 가민호 한국산업기술대학교 전자공학과 교수팀과 삼성탈레스가 2008년 5월 7일 개발한 40cm 해상도의 고해상도 합성개구레이다(SAR)이다.
진동을 보정하는 기술이 개발되어, 진동이 심한 헬기에서 강원도를 촬영하는데 성공했다.
무인 정찰기 글로벌 호크와 유인 정찰기 U-2기에 탑재되는 SAR의 해상도는 1개의 점이 30 cm*30 cm 크기이다. KPU-STC의 해상도는 40cm급으로서, 1개의 점이 40 cm*40 cm 크기이다.
가민호 교수는 "1, 2년 뒤에 고속 디지털 칩이 개발되면 우리가 만든 레이다의 구조를 조금만 바꿔도 최고 12.5cm급의 영상을 얻을 수 있다"고 밝혔다.
이전에는, 대한민국 최고 해상도의 SAR는 국방과학연구소가 2004년에 개발한 해상도 1.5m급 레이다 KOMSAR였다. KPU-STC의 해상도는 KOMSAR보다 약 14배(150*150/40/40) 향상되었다.

## MMIC 개발
2011년 1월 13일 ETRI는 세계 최고 수준의 송수신 다기능 칩인 MMIC(마이크로파 집적회로), 고출력 증폭기 MMIC, 트랜스미터 모듈 등을 개발하는데 성공했다고 밝혔다. AESA와 SAR의 핵심부품이다.
MMIC 제조기술은 현재 미국과 프랑스 2개 국가만 보유하고 있다. 송수신 다기능 칩 MMIC, 고출력 증폭기 MMIC, T/R 모듈 기술은 공동개발업체인 (주)에이스테크놀로지 등에 기술이전돼 제품 상용화를 추진중이다.

## 가민호 교수
세계 최고 수준인 SAR를 개발한 한국산업기술대 가민호 교수는 2010년 세계 3대 인명사전에 모두 등재되었다. 이후 자리를 옮겨 연세대학교 국제캠퍼스에 있는 공과대학 연구실에서 교수로서 연구를 하게 되었으며, 한국전자파학회 레이다연구회 연구회장이다.

## 같이 보기
- 합성개구레이다(SAR)
- RQ-4 글로벌 호크
- 록히드 U-2
- EL/M-2055